# DJ Klever
Josh Winkler (Atlanta (Georgia), 4 juli 1977), beter bekend als DJ Klever, is een Amerikaanse turntablism-dj. Hij heeft twee keer de US Disco Mix Club-titel gewonnen.

## Discografie (selectie)
- 2000 - D-Day (met The Allies)
- 2001 - Dirty South Breaks (met DJ Shotgun)
- 2005 - Sound Citizens Vol. No. 1
- 2006 - That's What It Is